# Élections à la Députation générale de La Rioja de 1983
Les élections à la Députation générale de La Rioja de 1983 (en espagnol : Elecciones a la Diputación General de La Rioja de 1983) s'est tenue le dimanche 8 mai 1983, afin d'élire les trente-cinq députés de la première législature de la Députation générale de La Rioja.
Le scrutin voit la victoire du Parti socialiste de La Rioja-PSOE (PSR-PSOE), qui remporte la majorité absolue des sièges avec une majorité relative en voix.

## Contexte
Après la mort de Francisco Franco et l'avènement de la transition démocratique, la province de Logroño devient un fief de l'Union du centre démocratique (UCD), parti du président du gouvernement Adolfo Suárez.
Ainsi, aux élections constituantes du 15 juin 1977, l'UCD s'impose avec 41,3 % des voix, remportant 2 des 4 sièges au Congrès des députés. Les deux autres sont partagés entre le Parti socialiste ouvrier espagnol (PSOE), qui réalise un score de 26,3 %, et l'Alliance populaire (AP), qui obtient 14,4 %. Dès le mois d'avril 1978, les parlementaires élus dans la province de Logroño défendent l'instauration d'une communauté autonome propre, distincte de la Castille-et-León et baptisée La Rioja.
La situation politique se confirme lors des élections législatives du 1er mars 1979, les centristes approchant la majorité absolue avec 48 %, ce qui leur accorde 3 élus. Les socialistes, qui recueillent 29,1 % des voix, récupèrent le dernier siège, la Coalition démocratique (CD) se trouvant sans député avec seulement 13,8 %. Environ un mois plus tard, le 3 avril 1979, les élections municipales donnent un paysage politique sensiblement identique, l'UCD pointant à 35,5 %, devant les 24,7 % du PSOE et les 12,5 % de la CD.
Le changement de nom en La Rioja est acté en octobre 1979 et en février 1980, l'assemblée des parlementaires transmet la demande officielle de constitution d'une communauté autonome. Il faut toutefois attendre jusqu'en avril 1981 pour le projet de statut d'autonomie – soutenu par les centristes et les socialistes – soit approuvé et envoyé aux Cortes Generales. Il est approuvé par le Congrès des députés en février 1982, confirmé par le Sénat en avril et promulgué le 9 juin.
À peine quatre mois plus tard, les élections législatives anticipées du 28 octobre 1982 ont lieu. Sur le territoire de la communauté autonome, le PSOE prend l'avantage avec 43,4 %, juste devant l'AP qui monte à 41,5 %. Les deux formations obtiennent chacune deux sièges sur quatre, tandis que l'UCD avec à peine 7,4 %, s'effondre comme dans le reste de l'Espagne.

## Mode de scrutin
La Députation générale de La Rioja (en espagnol : Diputación General de La Rioja) se compose de 35 députés, élus pour un mandat de quatre ans au suffrage universel direct, suivant le scrutin proportionnel à la plus forte moyenne d'Hondt.
La Rioja constitue une circonscription unique. Seules les forces politiques – partis, coalitions, indépendants – ayant remporté au moins 5 % des suffrages exprimés au niveau du territoire régional participent à la répartition des sièges.

## Campagne

### Partis et chefs de file
| Force politique | Force politique                                                       | Chef de file                                             | Idéologie                                                      |
| --------------- | --------------------------------------------------------------------- | -------------------------------------------------------- | -------------------------------------------------------------- |
|                 | Parti socialiste de La Rioja-PSOE Partido Socialista de La Rioja-PSOE | José María de Miguel Président de la Députation générale | Centre gauche Social-démocratie, progressisme                  |
|                 | Coalition AP-PDP-UL Coalición AP-PDP-UL                               | Joaquín Espert                                           | Centre droit Conservatisme, libéralisme, démocratie chrétienne |
|                 | Parti riojain progressiste Partido Riojano Progresista                | Luis Javier Rodríguez Moroy                              | Centre Régionalisme                                            |

## Résultats

### Voix et sièges
| Inscrits                                     | Inscrits                    | Inscrits                 | 194 994   |             |                      |                      |
| Abstentions                                  | Abstentions                 | Abstentions              | 58 030    | 29,76 %     |                      |                      |
| Votants                                      | Votants                     | Votants                  | 136 964   | 70,24 %     |                      |                      |
|                                              |                             |                          |           |             |                      |                      |
| Bulletins enregistrés                        | Bulletins enregistrés       | Bulletins enregistrés    | 136 964   |             |                      |                      |
| Bulletins blancs ou nuls                     | Bulletins blancs ou nuls    | Bulletins blancs ou nuls | 2 695     | 1,97 %      |                      |                      |
| Suffrages exprimés                           | Suffrages exprimés          | Suffrages exprimés       | 134 269   | 98,03 %     | 35 sièges à pourvoir | 35 sièges à pourvoir |
|                                              |                             |                          |           |             |                      |                      |
| Liste                                        | Tête de liste               |                          | Suffrages | Pourcentage | Sièges acquis        | Var.                 |
| Parti socialiste de La Rioja-PSOE (PSR-PSOE) | José María de Miguel        |                          | 63 848    | 47,55 %     | 18 / 35              |                      |
| Coalition AP-PDP-UL (AP-PDP-UL)              | Joaquín Espert              |                          | 54 121    | 40,31 %     | 15 / 35              |                      |
| Parti riojain progressiste (PRP)             | Luis Javier Rodríguez Moroy |                          | 10 102    | 7,52 %      | 2 / 35               |                      |
| Autres listes                                | Néant                       |                          | 6 198     | 4,62 %      | 0 / 35               |                      |

### Analyse
Avec un taux de participation très légèrement supérieur à 70 %, cette élection voit le Parti socialiste de La Rioja-PSOE l'emporter avec une très courte majorité absolue d'un siège, en totalisant 63 800 suffrages, à peine 4 000 de moins qu'aux législatives de 1982. Cette victoire est toutefois obtenue avec une majorité relative en voix. La coalition AP-PDP-UL n'est pas aussi stable que les socialistes, puisqu'elle perd 13 600 voix au regard de 1982. C'est surtout le Parti riojain progressiste, formation régionaliste créée en décembre 1982 par l'ancien centriste Luis Javier Rodríguez Moroy, qui tire son épingle du jeu puisqu'il parvient en moins de six mois à attirer le vote de 10 100 personnes. Les deux forces de l'opposition totalisent ainsi 380 voix de plus que les socialistes, pourtant majoritaires.

### Conséquences
Le 28 mai, le socialiste José María de Miguel est investi président de La Rioja par 18 voix contre 15 et 2 abstentions, l'AP votant contre tandis que le PRP faisait le choix de s'abstenir.